# Олександрівка (Лозівська міська громада)
Олекса́ндрівка —  село в Україні, у Лозівській міській громаді Лозівського району Харківської області. Населення становить близько 185 осіб. До 2020 орган місцевого самоврядування — Шатівська сільська рада.

## Географія
Село Олександрівка знаходиться на правому березі річки Бритай, вище за течією примикає село Шатівка, нижче за течією на відстані 1,5 км розташоване село Іванівка, на протилежному березі - село Миколаївка.
У селі Олександрівка є три вулиці: Зарічна, Шкільна та Молодіжна.

## Історія
1885 — дата заснування.
12 червня 2020 року, відповідно до Розпорядження Кабінету Міністрів України  № 725-р «Про визначення адміністративних центрів та затвердження територій територіальних громад Харківської області», увійшло до складу Лозівської міської громади.
17 липня 2020 року, в результаті адміністративно-територіальної реформи та ліквідації колишнього Лозівського району (1923—2020), увійшло до складу новоутвореного Лозівського району Харківської області.